# Tony Philliskirk
Anthony Philliskirk, plus connu sous le nom de Tony Philliskirk (né le 10 février 1965 à Sunderland dans le Tyne and Wear), est un joueur de football anglais qui évoluait au poste d'attaquant, avant de devenir ensuite entraîneur.
Son fils, Danny, est également footballeur.

## Palmarès
| Bolton Wanderers - Championnat d'Angleterre D3 : - Meilleur buteur : 1990-91 (26 buts). |  | Carlisle United - Championnat d'Angleterre D4 (1) : - Champion : 1994-95. |  | Macclesfield Town - Championnat d'Angleterre D4 : - Vice-champion : 1997-98. |